# Кавакли
Кавакли или Каваклија (грч. Λευκώνας, Лефконас) је насељено место у општини Сер у периферији Средишња Македонија, Грчка. Према попису из 2021. године био је 2.221 становник.
Према бугарском географу и историчару, Василу Канчову, у Каваклију је 1900. године живело 270 Словена хришћана. 
Двадесетих година 20. века насељено је 198 грчких избегличких породица, укупно 755 особа. На попису из 1928. године Кавакли је мешовито грчко-словенско насеље са 1.514 становника.
Из Каваклија је са очеве стране пореклом грчки фудбалер Костас Цимикас.